# Makalata didelphoides
Makalata didelphoides är en däggdjursart som först beskrevs av Anselme Gaëtan Desmarest 1817.  Makalata didelphoides ingår i släktet Makalata och familjen lansråttor. Inga underarter finns listade i Catalogue of Life.
Denna gnagare förekommer i Venezuela, i regionen Guyana, i norra Brasilien och kanske i östra Bolivia. Habitatet utgörs av tropiska städsegröna skogar som tidvis översvämmas. Arten besöker även trädgårdar. Den är aktiv på natten och vilar på dagen i trädens håligheter. Makalata didelphoides äter huvudsakligen frön. En kull har en eller två ungar.
Arten når en kroppslängd (huvud och bål) av 17 till 24,6 cm, en svanslängd av 16 till 25 cm och en vikt av 147 till 405 g. I pälsen på ovansidan är flera taggar inblandade som är ljusgråa nära roten och mörkare vid spetsen. Nära stjärten har de ofta ett gult band i mitten. Mjukare delar av pälsen på ovansidan har en gulbrun färg med några svarta avsnitt som är synliga som streck. Undersidans päls saknar taggar och är ljusare. Flera exemplar tappar svansen under livet. Det finns ingen tofs vid svansens spets.
Makalata didelphoides är aktiv på natten och klättrar främst i träd. Den äter även några frukter. Ett exemplar i fångenskap blev tre år gammalt.